# RPG-29
L’RPG-29 è il predecessore del RPG-32, ha una potenza notevole, consiste in un tubo di lancio da 105mm e una munizione formata da una testata in tandem, capace, si dice, di perforare ben 750mm di corazzatura. Esso è relativamente immune anche agli effetti delle corazze reattive a piastre ERA, come dimostrato da test in cui ha perforato persino la parte frontale dei T-80U con tanto di corazze K-5, laddove il più potente Kornet (almeno 850mm, forse addirittura 1200mm) ha fallito nella maggior parte degli impatti contro l'ERA. Per fortuna degli americani ed israeliani (ma anche dei russi, vedi Cecenia) quest'arma, che dopo i test del 1999 hanno dimostrato la grande efficacia del razzo, quest'arma anticarro è poco diffusa e rigorosamente limitata nelle vendite, almeno da quello che si è visto nelle guerre moderne.

## Operatori
- Iran
- Pakistan
- Russia
- Siria